# 황현주 (배구인)
황현주(1966년 4월 20일 ~ 2014년 12월 4일)는 대한민국의 배구인이다. 현역 시절에는 금성사의 세터로 활동했으나, 별다른 모습을 보여 주지 못하고 현역병으로 입대하며 은퇴했다. 은퇴 이후에는 LG정유 코치 등을 거쳐 흥국생명과 현대건설의 감독을 역임하였다. 양철호 코치에게 현대건설의 감독직을 넘기고 선명여자고등학교 배구부의 총감독으로 있던 도중에, 2014년 12월 4일에 과로로 인한 심장마비로 향년 48세를 일기로 사망하였다.

## 학력
- 악양초등학교
- 진주동명중학교
- 진주동명고등학교
- 서울시립대학교

## 수상 경력
- 2011년 NH농협 2010~2011 V리그 우승감독상

## 가족
배우자 : 최미숙 
 아들 : 황준원 
 딸 : 황지윤